# La Chapelaude
 La Chapelaude  es una población y comuna francesa, situada en la región de Auvernia, departamento de Allier, en el distrito de Montluçon y cantón de Huriel.

## Demografía
| 954 | 881 | 861 | 860 | 982 | 954 |
| Para los censos de 1962 a 1999 la población legal corresponde a la población sin duplicidades (Fuente: INSEE [Consultar]) |     |     |     |     |     |